# Rensjön, Lappland
Rensjön är en sjö i Dorotea kommun i Lappland och ingår i Ångermanälvens huvudavrinningsområde. Sjön har en area på 0,0764 kvadratkilometer och ligger 378,2 meter över havet. Sjön avvattnas av vattendraget Vikebäcken.

## Delavrinningsområde
Rensjön ingår i det delavrinningsområde (711909-152768) som SMHI kallar för Mynnar i Röströmssjön. Medelhöjden är 354 meter över havet och ytan är 22,84 kvadratkilometer. Det finns inga avrinningsområden uppströms utan avrinningsområdet är högsta punkten. Vikebäcken som avvattnar avrinningsområdet har biflödesordning 4, vilket innebär att vattnet flödar genom totalt 4 vattendrag innan det når havet efter 204 kilometer. Avrinningsområdet består mestadels av skog (76 procent). Avrinningsområdet har 0,07 kvadratkilometer vattenytor vilket ger det en sjöprocent på 0,3 procent.